# Lärchenschwamm
Der Lärchenschwamm oder Apothekerschwamm, auch Lärchen-Baumschwamm, Bitterer Lärchen-Baumschwamm, Lärchenporling (Laricifomes officinalis) ist eine Baumpilzart aus der Ordnung der Stielporlingsartigen (Polyporales). Seinem Namen entsprechend wächst er in Europa fast nur an Lärchen. Sein Verbreitungsgebiet in Europa beschränkt sich überwiegend auf den Alpenraum.

## Merkmale

### Makroskopische Merkmale
Die mehrjährigen Fruchtkörper des Lärchenschwamms sind konsolen- oder hutförmig, ältere Exemplare manchmal lang zylindrisch. Sie erreichen 10 bis 15 Zentimeter Breite bei einer Länge von 10 bis 20, in Extremfällen bis ca. 60 Zentimeter. Die Oberseite des Fruchtkörpers ist jung cremeweiß gefärbt, älter dann grau bis grauschwarz, angedeutet wellig gezont, oft stark rissig und mit einer dünnen Kruste überzogen. Sein Rand ist stumpf wulstig, cremeweiß bis bräunlich, die Porenschicht auf der Unterseite von cremeweiß über gelblich oder orange bis bräunlich gefärbt. Die Röhren sind eckig bis abgerundet, etwa 3 (2 bis 4) auf jeden Millimeter Oberfläche, etwa 5 bis 10 Millimeter lang und nur undeutlich geschichtet. Das „Fleisch“ des Fruchtkörpers (Trama) ist weiß, frisch weich (aber zäh-korkig), trocken von kreidig-brüchiger Konsistenz. Sein Geschmack ist stark bitter, sein Geruch mehlartig.

### Mikroskopische Merkmale
Der Lärchenschwamm besitzt eine aus drei Formen bestehendes Hyphensystem (trimitisch), bestehend aus generativen Hyphen, Skeletthyphen und Bindehyphen. Die generativen Hyphen sind 1,5 bis 3 Mikrometer breit, ihre Septen mit schlaufenförmigen Schnallen. Die Skeletthyphen sind dickwandig 2 bis 4 Mikrometer breit. Die Hyphen in der Trama sind brüchig und dünnwandig, sie sind verzweigt und 2,5 bis 8 Mikrometer breit. Es werden keine Zystiden beobachtet. Die Basidien sind 12 bis 15 Mikrometer lang.
Die Sporen sind weiß gefärbt. Sie sind durchscheinend (hyalin), glatt, relativ lang elliptisch und erreichen 4,5 bis 5,5 Mikrometer Länge. Die Kaliumjodid-Probe ist negativ.

## Verwechslungsmöglichkeiten
Als einer der wenigen auf Lärchen spezialisierten Porlinge ist er recht charakteristisch. Vor allem alte Fruchtkörper können aber mit sehr alten des Berg-Schwefelporlings (Laetiporus montanus) verwechselt werden, die ebenfalls auf Lärchenholz vorkommen. Diese Art wurde erst 1999 vom sehr ähnlichen Gemeinen Schwefelporling abgetrennt. Andere an Lärche vorkommende Porlinge wie die Lackporling-Art Lärchen-Lackporling (Ganoderma valesiacum) oder der Saftporling Osteina obducta (Knochen-Saftporling) sehen völlig anders aus.

## Ökologie
Der Lärchenschwamm wächst an liegenden und stehenden Stämmen lebender oder abgestorbener Lärchen, in den Alpen an der Europäischen Lärche Larix decidua. Fruchtkörper sitzen von Bodennähe bis in mehrere Meter Höhe an. Er kommt dort in montanen bis subalpinen Lagen vor. In Sibirien kommt er an den dortigen Lärchenarten Larix sibirica, Larix gmelinii und Larix cajanderi vor. Seltener wird er auf einer Reihe weiterer Koniferengattungen gefunden. In Nordamerika scheint keine enge Bindung an Lärchen zu bestehen, er wird hier von einer Vielzahl Koniferen ohne Spezialisierung angegeben.
Der Baumschwamm befällt sowohl lebendes als auch abgestorbenes Holz. Durch die Infektion bildet sich Braunfäule. Befallene lebende Lärchen können trotz Infektion noch Jahrzehnte lang zu überleben. Alte Fruchtkörper wachsen schichtweise nach unten und werden dabei immer länger. In Nordamerika sollen bis zu 50 Jahre alte Fruchtkörper gefunden worden sein, diese besitzen dann bis zu 70 Schichten und bis zu 65 Zentimeter Länge und bis zu 7 Kilogramm Gewicht. Meist wächst pro Baum nur ein Fruchtkörper.

## Verbreitung
Die Art ist holarktisch verbreitet, mit Verbreitungsgebiet von Westeuropa über Sibirien und Ostasien bis in das westliche Nordamerika.
Der Lärchenschwamm kommt in Europa fast ausschließlich in natürlichen Lärchengebieten im Alpenraum und in Osteuropa vor. Er bevorzugt sehr alte, groß dimensionierte Bäume. In den zahlreichen Lärchenforsten im Flachland, außerhalb des natürlichen Verbreitungsgebiets der Lärche, fehlt er fast vollständig.
In alter Literatur wird von Vorkommen in Spanien, dort an Schwarzkiefer (Pinus nigra) und in Marokko an Atlaszeder (Cedrus atlantica) berichtet. Neuere Angaben dazu fehlen.
In Nordamerika wurde die Art 1902 entdeckt. Der Sammler, der dem Mykologen Charles Edwin Bessey das erste Exemplar zusandte, hatte es, in großer Höhe, von einem Baumstamm mit einem Gewehr heruntergeschossen.

## Gefährdung
Laricifomes officinalis ist extrem selten. Bei einer Aufstellung von Pilzarten, vorgeschlagen zur Aufnahme in die Berner Konvention wurde angegeben: Die Art wurde in 12 europäischen Ländern gefunden: Frankreich, Schweiz, Deutschland, Österreich, Slowakei, Polen, Litauen (1 publiziertes Vorkommen im Vingio parkas, Vilnius), Slowenien Rumänien, Italien, Griechenland, möglicherweise auch aus der Ukraine (Vorkommen dort aber sehr zweifelhaft). In 6 davon steht sie auf der Roten Liste gefährdeter Arten. Die meisten Fundorte sind bekannt in den französischen und Schweizer Alpen. Aus Griechenland, Italien und Litauen sind keine Funde nach 1980 dokumentiert, aus Österreich und Deutschland je 4 Fundorte. Insgesamt sind nur noch 84 Lokalitäten oder Fundpunkte (nach 1980) bekannt, die meisten davon außerhalb von Schutzgebieten. Als Gefährdungsursache wird vor allem die forstwirtschaftliche Nutzung sehr alter Lärchenbäume genannt.
In Polen konnte, durch gezielte Nachsuche an in der Literatur genannten Fundorten und durch Kontrolle von 41 Schutzgebieten mit Lärchenvorkommen, die Anzahl bekannter Funde von 2 auf 5 (von ehemals 13) erhöht werden. Insgesamt wurden aber nur 17 Lärchen mit Fruchtkörpern gefunden, davon 11 lebende Bäume. Alle Bäume gehörten zu den größten und ältesten der jeweiligen Schutzgebiete, mit Alter von etwa 100 bis über 250 Jahre. Alle Fundpunkte bis auf einen lagen im Heiligkreuzgebirge (Góry Świętokrzyskie).
Er wird unter anderem auf folgenden Roten Listen geführt:
- weltweit (IUCN): gefährdet[12]
- Deutschland: vom Aussterben bedroht[13].
- Österreich: gefährdet[14]
- Schweiz: verletzlich[15]

Auch in Sibirien, im asiatischen Teil Russlands, ist die Art zwar weit verbreitet, aber überall selten. Als Gründe für den Rückgang werden die moderne Forstwirtschaft, mit einem starken Rückgang besonders alter Lärchen, aber auch Besammeln der Fruchtkörper angegeben. Die Fruchtkörper wurden früher auch in Sibirien exzessiv besammelt, nachdem der begehrte Pilz in Europa schon sehr selten geworden war. Allein im Jahr 1879 sollen 8000 Kilogramm nach Europa exportiert worden sein. Auch im Ural konnten nur noch 11 Fundorte bestätigt werden, alle an Larix sibirica.
In Deutschland wurde die Art erst 1982 in den Berchtesgadener Alpen durch Andreas Bresinsky und Helmuth Schmid-Heckel neu entdeckt. Vorkommen in anderen Regionen des Landes sind auch danach nicht bekannt geworden. Er kommt also ausschließlich in Bayern vor.

## Verwendung
Der Lärchenschwamm war seit dem Mittelalter als Medizinalpilz in die Arzneibücher (pharmacopoeia) eingetragen. Auf diese Verwendung nimmt auch das Art-Epitheton „officinalis“ Bezug (abgeleitet von officina, Verkaufsraum und Rezeptur der Apotheke, eigentlich der Raum, in dem die Arzneimittel hergestellt werden, nach lateinisch officina: Werkstatt). Auch der Trivialname Apothekerschwamm besitzt denselben Bezug. 
Vermutlich ist er aber als Heilpilz bereits seit der Antike bekannt. Die meisten Autoren nehmen an, dass der bei Pedanios Dioskurides im ersten Jahrhundert nach Christus beschriebene Heilpilz agaricus (αγαρικόν, auch agaricum, agaricon, gefunden in „Agaria in Sarmatien“, im Land der agari, Agaroi), sich auf diese Art bezieht. Noch Joseph Pitton de Tournefort 1694 bezog den Namen Agaricus sive Fungus Laricis auf ihn. Auch Johann Jacob Dillenius verwendete den Gattungsnamen Agaricus für Porlinge. Vom Sprachgebrauch seiner Vorgänger abweichend bezog dann Carl von Linné aus unbekannten Gründen den Namen auf die Champignons (Typusart der Wiesen-Champignon Agaricus campestris L.). Da alle vor-linneischen Namen bei der botanischen Nomenklatur nicht berücksichtigt werden, ist diese Verschiebung in der Bedeutung endgültig festgeschrieben.
Für die traditionelle Verwendung wurden die Fruchtkörper gesammelt, getrocknet und pulverisiert. Der Name der Droge war „Fungus laricis“. Sie wurde eingesetzt bei Husten, Tuberkulose, asthmatischen Erkrankungen, Fieber und Rheuma. Aus der Stadtapotheke in Brixen stammt ein handschriftlich überliefertes Rezept zur Verwendung in einem alkoholischen Getränk „Großer Schwedenbitter“. Volksmedizinische Verwendung ist nicht nur aus dem Alpenraum, sondern auch aus der Ukraine und von den Indianervölkern Nordamerikas belegt, wo sie auch rituelle Bedeutung besaß. Das Sammeln und Verkaufen der Fruchtkörper an Apotheker war lange Zeit eine willkommene Nebeneinnahme für Arme in den Alpenländern. Entsprechend wurden die Fundorte geheim gehalten. Es wird angenommen, dass das exzessive Sammeln, über Jahrhunderte hinweg, stark zur Seltenheit des Pilzes beigetragen hat.
Der stark bittere Geschmack des Lärchenschwamms wird von dem Hauptwirkstoff Agaricinsäure verursacht.

## Phylogenie, Taxonomie, Systematik
Die seit der Antike bekannte Art wurde formal im Jahr 1788 von dem französischen Botaniker Dominique Villars als Boletus officinalis im dritten Band seines Werks  Histoire des plantes du Dauphiné erstbeschrieben. Die bereits 1783 veröffentlichte Beschreibung, unter demselben Namen, im Elenchus Fungorum des deutschen Botanikers August Batsch wird gewöhnlich nicht als Basis des Namens anerkannt. 1821 transferierte der schwedische Botaniker Elias Magnus Fries sie in die Gattung Polyporus, in der sie lange Zeit von den meisten Mykologen akzeptiert wurde. Andere stellten sie zeitweise als Fomitopsis officinalis (Vill.) Bondartsev & Singer in die Gattung Fomitopsis. 1957 stellten die tschechischen Mykologen František Kotlaba und Zdeněk Pouzar, nur für diese Art, die damit monotypische Gattung Laricifomes neu auf. Gründe waren die besondere, kalkig-brüchige Struktur der Trama und die Gestalt der Skeletthyphen. Dies wurde lange Zeit von einer Reihe von Mykologen akzeptiert, von anderen bis in die 2000er Jahre zurückgewiesen. Seit etwa 2004 demonstrierten dann eine Reihe phylogenomischer Arbeiten, dass die alten Großgattungen Polyporus und Fomitopsis polyphyletisch waren und in dieser Form aufgegeben werden mussten. 2016 wurde Fomitopsis dann in sieben neue Gattungen aufgesplittet, die Berechtigung einer eigenständigen Gattung Laricifomes nur für diese Art wurde bestätigt. Schon 1985 hatte der deutsche Mykologe Walter Jülich die alte Familie Fomitopsidaceae (Baumschwammverwandte) aufgelöst und für die Art eine neue Familie Laricifomitaceae neu aufgestellt. Dies wurde ebenfalls durch genetische Untersuchungen bestätigt. Die Laricifomitaceae umfassen demnach drei Gattungen: Neben Laricifomes mit dem Lärchenschwamm die Gattungen Ryvardenia Rajchenberg mit zwei Arten (vorher zu Polyporus gestellt), verbreitet in Australien und Südamerika, und die Gattung Gilbertsonia Parmasto mit der einzigen Art Gilbertsonia angulipora (auch angulopora geschrieben), verbreitet im pazifischen Nordwesten von Nordamerika und im östlichen Sibirien. Laricifomes und Gilbertsonia sind demnach Schwestertaxa.